# Saison 2018 de l'équipe cycliste Dauner D&DQ-Akkon
La saison 2018 de l'équipe cycliste Dauner D&DQ-Akkon est la deuxième de cette équipe.

## Préparation de la saison 2018

### Arrivées et départs
| Arrivées           | Équipe 2017                 |
| ------------------ | --------------------------- |
| Julian Braun       | Lotto-Kern-Haus             |
| Marc Clauss        |                             |
| Florian Gindhart   |                             |
| Christopher Heider |                             |
| Colin Heiderscheid | CC Villeneuve Saint-Germain |
| John Mandrysch     | Leopard                     |
| Joshua Stritzinger | Lotto-Kern-Haus             |
| Sven Thurau        |                             |

| Départs              | Équipe 2018 |
| -------------------- | ----------- |
| Moritz Backofen      |             |
| Robert Deike         |             |
| Lorenz Fiege         |             |
| Raven Lübbers        |             |
| Marco Muller-Sciacca |             |
| Jan Van Puyvelde     |             |
| Justin Wolf          |             |

## Coureurs et encadrement technique

### Effectif
| Cycliste            | Date de naissance | Nationalité | Équipe 2017                 |  |
| ------------------- | ----------------- | ----------- | --------------------------- |  |
| Dominik Bauer       | 4 décembre 1997   | Allemagne   | Dauner D&DQ-Akkon           |  |
| Julian Braun        | 27 septembre 1995 | Allemagne   | Lotto-Kern-Haus             |  |
| Marc Claus          | 21 septembre 1998 | Allemagne   |                             |  |
| Frederik Dombrowski | 8 janvier 1992    | Allemagne   | Dauner D&DQ-Akkon           |  |
| Florian Gindhart    | 24 février 1997   | Allemagne   |                             |  |
| Christopher Heider  | 12 juillet 1996   | Allemagne   |                             |  |
| Colin Heiderscheid  | 28 janvier 1998   | Luxembourg  | CC Villeneuve Saint-Germain |  |
| Alexander Kuesters  | 25 septembre 1995 | Allemagne   | Dauner D&DQ-Akkon           |  |
| Lukas Löer          | 11 février 1995   | Allemagne   | Dauner D&DQ-Akkon           |  |
| Philipp Mamos       | 6 décembre 1982   | Allemagne   | Dauner D&DQ-Akkon           |  |
| John Mandrysch      | 18 octobre 1996   | Allemagne   | Leopard                     |  |
| Sven Thurau         | 11 novembre 1996  | Allemagne   |                             |  |

## Bilan de la saison

### Victoires
| Victoires | Victoires | Victoires | Victoires | Victoires | Victoires |
| Date      | Course    | Pays      | Classe    | Vainqueur |           |
| --------- | --------- | --------- | --------- | --------- | --------- |